# (7737) Sirrah
(7737) Sirrah est un astéroïde de la ceinture principale.

## Description
(7737) Sirrah est un astéroïde de la ceinture principale. Il fut découvert le 5 novembre 1981 à la station Anderson Mesa par Edward L. G. Bowell. Il présente une orbite caractérisée par un demi-grand axe de 2,44 UA, une excentricité de 0,19 et une inclinaison de 2,0° par rapport à l'écliptique.

## Compléments